# Oberlieger
Ein Oberlieger ist im Wasserrecht ein oberhalb eines bestimmten Punktes ansässiger Gebietsberechtigter, etwa ein Grundstückseigentümer. Der Begriff erschließt sich erst im jeweiligen Zusammenhang mit dem Unterlieger.
Beispielsweise können durch Gewässerbenutzungen eines Flussanwohners wie das Aufstauen des Gewässers sowohl weiter flussabwärts wohnende Personen (Unterlieger) betroffen sein (durch Verminderung der Wassermenge), als auch weiter flussaufwärts wohnenden Personen (Oberlieger), etwa durch den steigenden Wasserpegel oder die Verringerung der Fließgeschwindigkeit. Der Benutzer und die Betroffenen stehen dann zueinander im Verhältnis Oberlieger-Unterlieger bzw. Unterlieger-Oberlieger.

## Hochwasserschutz, Hochwasser
Große Bedeutung hat der Begriff im Zusammenhang mit Hochwasser und Hochwasserschutz. 
Ein Beispiel: bei einem Rheinhochwasser fließt eine Flutwelle (= Hochwasserscheitel) den Rhein hinab. Eine am Rhein liegende Gebietskörperschaft z. B. in Baden-Württemberg hat ein Überschwemmungsgebiet (auch Hochwasserpolder, Hochwasserschutzpolder oder Retentionsfläche genannt) und könnte, wenn es dieses öffnet (und damit flutet = gezielt unter Wasser setzt), den Hochwasserscheitel flussabwärts senken.  Die Gebietskörperschaft (in diesem Beispiel ein Oberlieger) hat von diesem Handeln selber keinen Vorteil; vielmehr brauchen überflutete Wiesen bis zu fünf Jahre, um sich vollständig von der Vernässung zu erholen. Alle Beteiligten werden in ihrem Tun und Lassen auch von finanziellen Interessen geleitet (Kosten-Nutzen-Abwägungen). Es gibt externe Effekte ("die unkompensierten Auswirkungen ökonomischer Entscheidungen auf unbeteiligte Marktteilnehmer"). Negative externe Effekte werden auch als externe oder soziale Kosten, positive als externer Nutzen oder sozialer Ertrag bezeichnet. 'Extern' benennt also, dass die Effekte (Nebenwirkungen) eines Verhaltens nicht (ausreichend) im Markt berücksichtigt werden.
Unterlieger fordern Aktivitäten (oder Unterlassen von Handlungen) von Oberliegern bzw. kritisieren, dass Oberlieger "zu wenig tun". Manchmal lenken sie damit von eigenem Nichts- (oder zu-wenig-)tun ab. 
Offenbar gibt es divergierende Partikularinteressen. 
Es bedarf Entscheidungen bzw. Handlungen auf höherer Ebene (z. B. Land oder Bund); es gibt ein volkswirtschaftliches Interesse daran, Gelder für Hochwasserschutz (z. B. Deichbau) möglichst effizient zu investieren (= möglichst hoher Nutzen pro investiertem Euro). 
Auch stellt sich die Frage des Timings (wann genau beginnt man mit der Flutung?). 
Es kann auch eine negative Auswirkung auf den Oberlieger auftreten, wenn z. B. ein Unterlieger geeignete Überschwemmungsflächen nicht freisetzt und damit einen vermeidbaren Rückstau eines Hochwassers zu Lasten des Oberliegers verursacht.

## Sonstiges
In Regionen mit Wassermangel kommt es zu Nutzungskonflikten zwischen Oberliegern und Unterliegern. Beispiele: 
- Tadschikistan staut den Fluss Syrdarja (und Nebenflüsse) im Sommer auf, um im Winter Strom zu erzeugen. Das flussabwärts gelegene Kasachstan benötigt das Wasser aber im Sommer zur Bewässerung landwirtschaftlicher Flächen.

- die Türkei hat das Südostanatolien-Projekt gebaut (22 Staudämme, 19 Wasserkraftwerke und Bewässerungsanlagen entlang der beiden Flüsse Euphrat und Tigris), siehe Südostanatolien-Projekt#Probleme mit den Anrainerstaaten.

## Weblink
- Oberlieger-Unterlieger-Probleme. Das Verhältnis von Oberliegern und Unterliegern bei Maßnahmen des vorbeugenden Hochwasserschutzes an (internationalen) Flussläufen (PDF; 227 kB) RA Johannes Bohl, Vortrag (2011)